# Fehér Artúr
Fehér Artúr (Budapest, 1886. január 22. – Budapest, Erzsébetváros, 1945. november 15.) magyar színész, szavalóművész. Sógora Léner Jenő hegedűművész.

## Élete
Fehér Bernát kalapkereskedő és Boxhorn Száli gyermekeként született. 1907-ben elvégezte az Országos Színészegyesület színiiskoláját. Ezután egy évadot Aradon töltött Szendrey Mihálynál, majd 1908–1909-ben Szabó Ferenc társulatában, 1909–1910-ben a Városligeti Színkörben, 1911-től a Népoperában, 1914 és 1919 között pedig a Vígszínházban játszott. Ezt követően előadó- és szavalóművészként dolgozott. Kezdetben jellemszínész, később énekes színész volt, majd szerepköre tovább bővült. Előadóként egyéni stílusú interpretációival aratott sikert. Járt Bécsben, Berlinben, Párizsban és Prágában is, ahol magyar és német nyelvű előadóesteket rendezett. Magyarországon ő szólaltatta meg először a héber költőket. Gyakori fellépője volt zsidó kulturális rendezvényeknek. 1941-ben jelentek meg Pódium és Versek Vándora című kötetei, s előbbit Scheiber Hugó illusztráció díszítik.
Házastársa Léner (Lehner) Margit színésznő (1887–1945) volt, akit 1913. november 20-án Budapesten, az Erzsébetvárosban vett nőül. Esküvői tanúik Márkus Dezső és Mérei Adolf voltak.
A Kozma utcai izraelita temetőben nyugszik (17-1-33).

## Szerepei

### Színházi szerepei
- ifj. Johann Strauss: A denevér – Fogházőr
- Herczeg Ferenc: Ocskay brigadéros – Ocskay
- Kálmán Imre: Tatárjárás – Szakaszvezető

### Filmszerepei
- Ki ő? (1918)
- A könnyek dala (1931, rövid)

## Könyve
- Pódium (Springer, 1941)
- Versek vándora (1941)